# Bad Bibra
Bad Bibra es un municipio situado en el distrito de Burgenland, en el estado federado de Sajonia-Anhalt (Alemania), a una altitud de 150 metros. Su población a finales de 2015 era de unos 2800 habitantes y su densidad poblacional, 56 hab/km².
El poeta y teólogo Erdmann Neumeister (1671-1756) nació en esta localidad.